# Davy Sicard
Pour les articles homonymes, voir Sicard.
Davy Sicard est un auteur-compositeur-interprète réunionnais né en 1973. Multi-instrumentiste, il réalise une fusion de maloya et de world music. À la frontière de plusieurs styles, sa musique métissée est, selon lui, une sorte de "Maloya Kabosé". Après avoir démarré au sein du quatuor a cappella des "College Brothers" dans les années 1990, il s'est lancé dans une carrière solo à l'aube des années 2000.

## Récompenses
- 2009 : Trophées des arts afro-caribéens du Meilleur artiste de l'année